# Trike (velocipede)
Un trike è un tipo di velocipede che appoggia su tre ruote. Sono disponibili in diverse varietà di forme e stili.

## Delta Trike

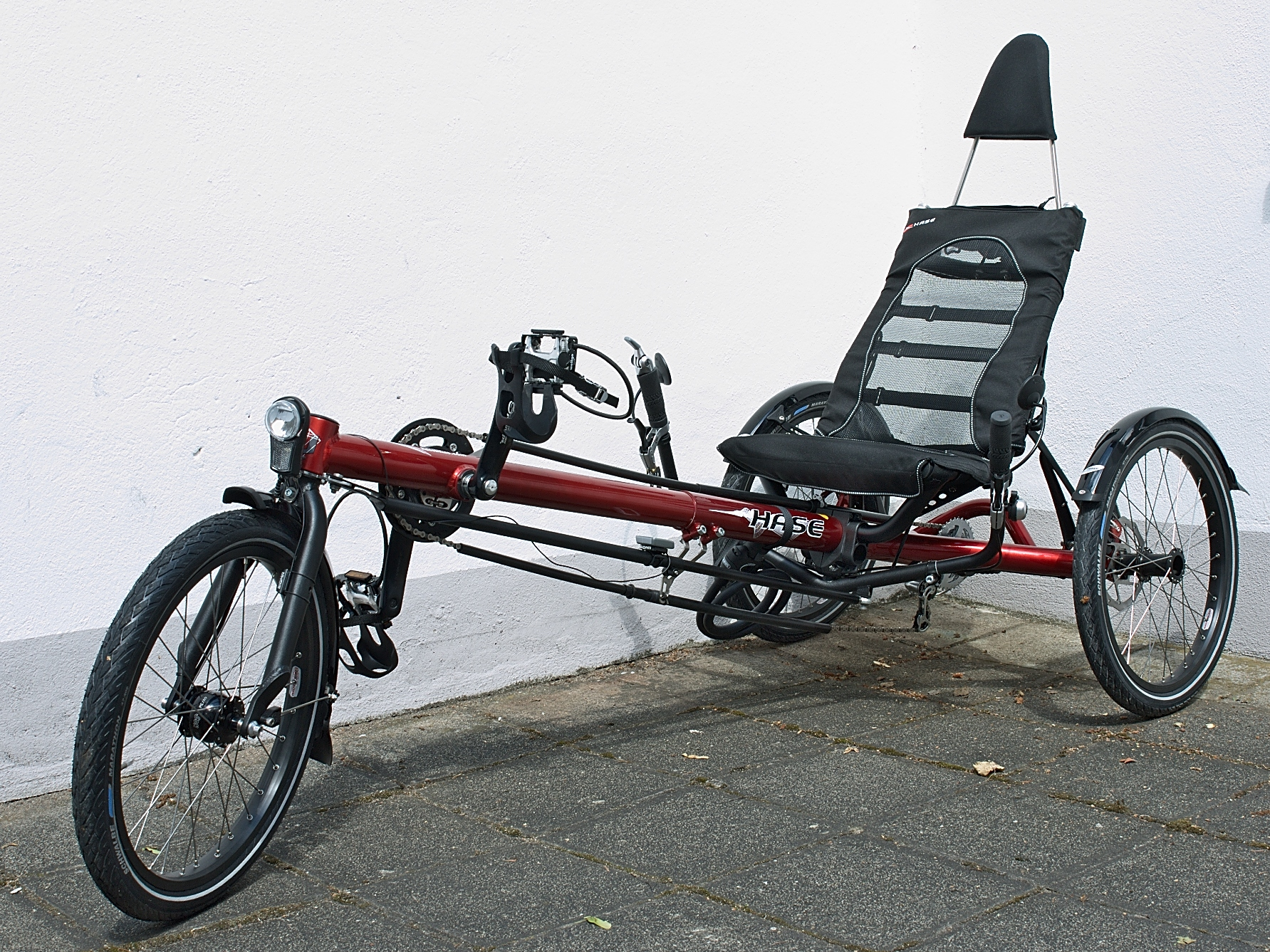
Trike della Hase Spezialräder

La variante tipo Delta possiede due ruote nell'asse posteriore, solitamente fisse; il comando del manubrio agisce sulla ruota davanti. Questa configurazione permette un manubrio più leggero da girare, ed una seduta più alta e comoda.

## Tadpole Trike

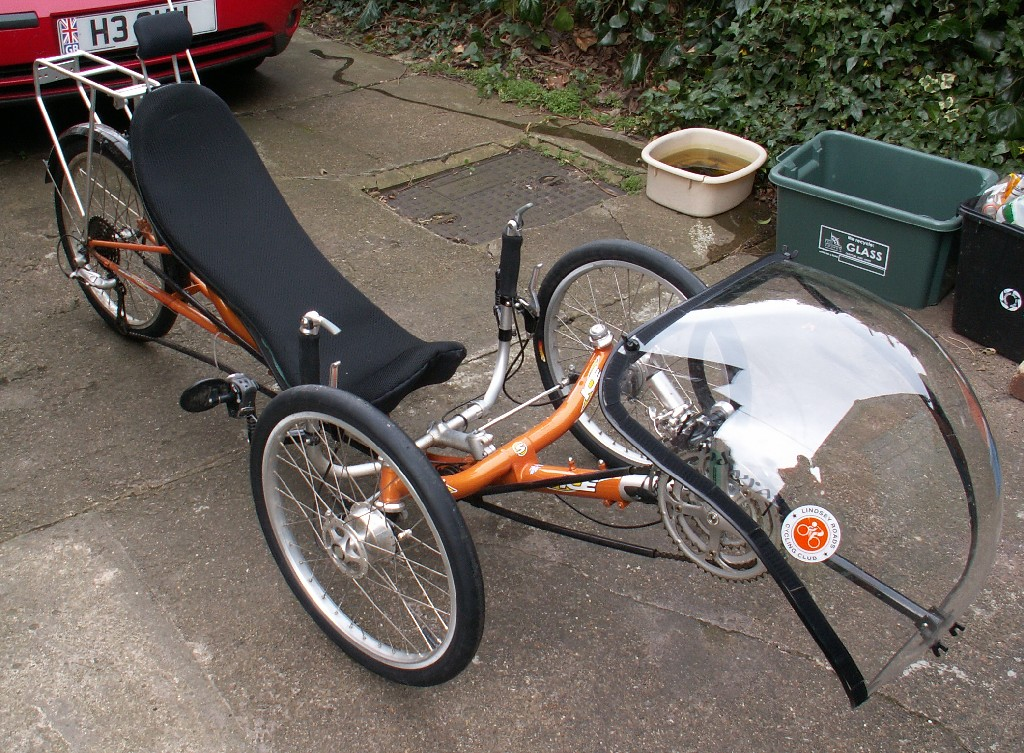
Un tadpole attrezzato con un parabrezza apposito

La variante tipo Tadpole possiede due ruote nell'asse anteriore, che solitamente rispondono ai comandi del manubrio, mentre la posteriore è fissa. Questa configurazione permette un baricentro più basso (maggiore aerodinamicità, minore visibilità stradale), ed un minore ingombro in lunghezza.

## Velomobile

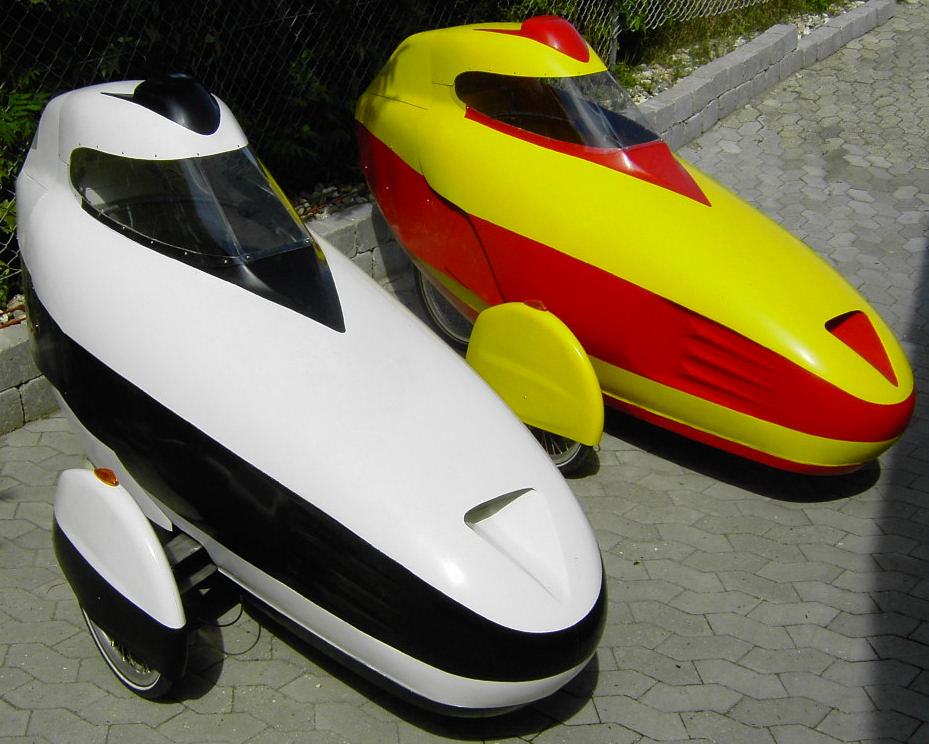
Velomobili della Leitra

I velomobili commerciali solitamente sono variazioni del modello di Trike Tadpole con carenatura, e poggiano su tre ruote. Nondimeno ne esistono anche a quattro ruote (per il ciclismo urbano), o a due (per le corse al velodromo).